# Жарко Кољибабић
Жарко Кољибабић (Градина код Љубиња, 15. августа 1935), српски је писац.

## Биографија
Жарко Кољибабић је рођен у Градини покрај Љубиња. У Љубињу је завршио основно и средње школовање,а студије на Филозофском факултету завршава у Приштини.
Од 1957. године живио је у Приштини, гдје је радио као професор Српског језика и књижевности. Након 42 године, тачније 26. јуна 1999. године, напушта Косово са породицом и прелази у Топлицу, гдје живи као расељено лице.
Ожењен је, отац синова Милоша и Марка, и кћерке Милице.
Објављује пјесме у дневним листовима и књижевним часописима.

## Биди још
- Љубиње
- Филозофски факултет
- Приштина
- Република Српска